# Всероскомдрам
ВСЕРОСКОМДРАМ (Всероссийское общество советских драматургов и композиторов, Всероссийское общество композиторов и драматических писателей) — творческое объединение советских драматургов и композиторов, действовавшее в 1929—1933 годах.

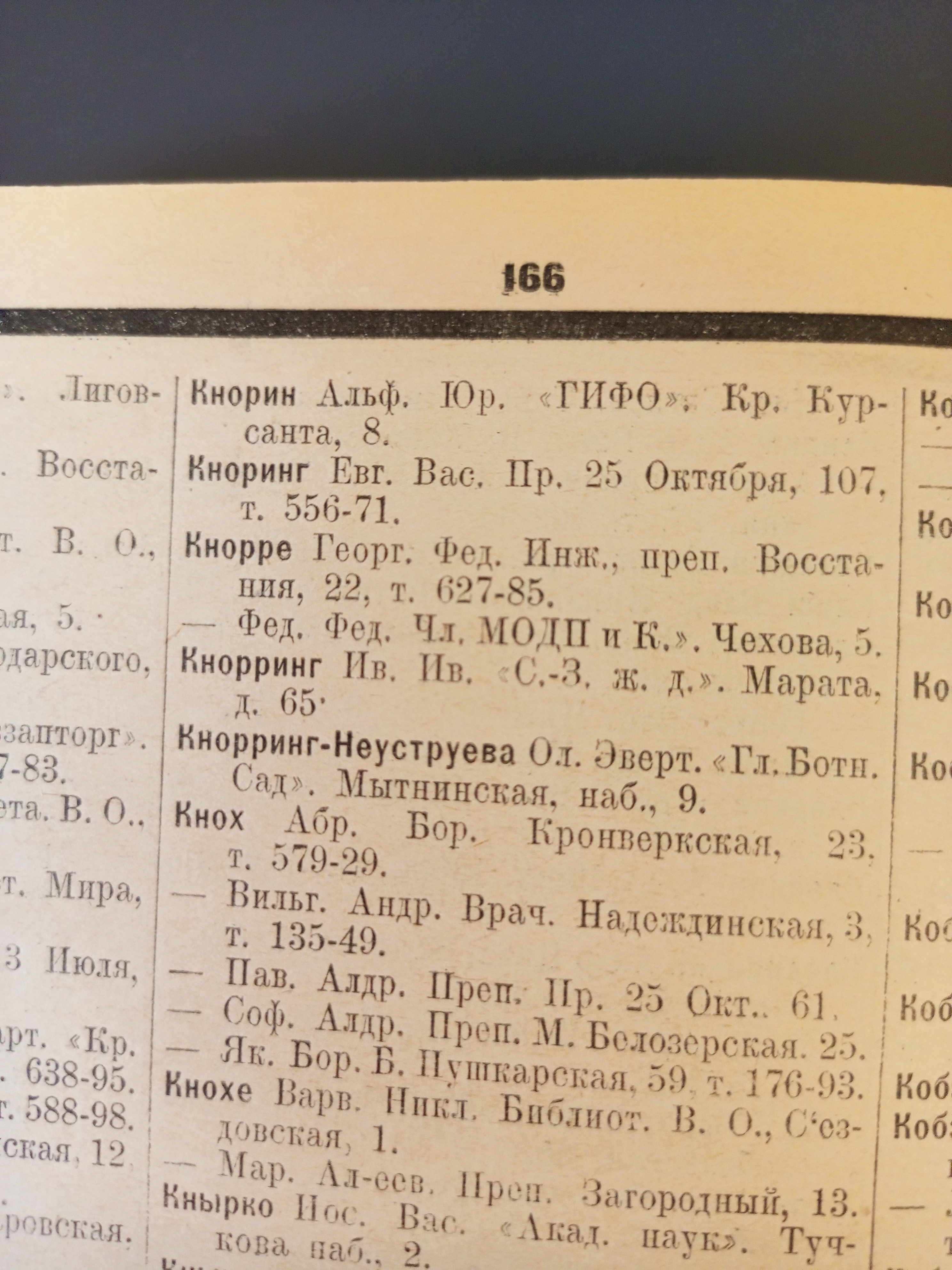

## История
Общество было организовано 1 апреля 1929 года путём слияния Московского и Ленинградского обществ драматических писателей и оперных композиторов: МОДПиКа (Московское общество драматических писателей и композиторов) и Драмсоюза . Но, согласно Справочнику «Весь Ленинград 1926 г.», уже в этом году Фёдор Фёдорович Кнорре был членом МОДПиК.  В свою очередь, МОДПиК и Драмсоюз появились в результате раскола в 1904 году Общества русских драматических писателей и оперных композиторов.
Общество заняло здание бывшего МОДПиКа по адресу: Москва, Тверской бульвар, 25. Филиалы находились в Ленинграде (ул. Зодчего Росси, д.2, кв.42) и на Украине — ВСЕУКОМДРАМ (Всероссийское украинское общество композиторов и драматургов). Ленинградское областное отделение состояло в ведении Главискусств Наркомпроса.
Объединение занималось творческими вопросами (чтение и обсуждение произведений членов, организация диспутов по актуальным вопросам театра и драматургии), ведением общественно-политической работы среди авторов и вопросами охраны авторских прав своих членов. Значительным новшеством общества стало введение с 1931 года системы контрактаций, когда государство стало выступать заказчиком сочинений, то есть покупателем художественной продукции. Композиторская секция Всероскомдрама, ответственным секретарём которой в 1931 году стал член ВКП(б) Л. Т. Атовмян, была единственной организацией, «которая выказывала открытое сопротивление позиции РАПМ».
Секция композиторов Всероскомдрама на основании постановления ЦК ВКП(б) от 23 апреля 1932 года «О перестройке литературно-художественных организаций» вошла в состав вновь созданного Союза советских композиторов. В 1933 году объединение было преобразовано в Автономную секцию драматургов при Оргкомитете Союза советских писателей. Правовые функции объединения перешли к специально созданному Управлению по охране авторских прав (ВУОАП).
В общество входили многие поэты, композиторы и драматурги — В. Е. Ардов, Ф. А. Ваграмов, А. Ф. Насимович, Б. А. Лавренёв, Ольга Форш, Н. И. Маков и другие. По состоянию на 1 января 1932 года по объединённым спискам Всероскомдрама в обществе значился 1848 член. Секция композиторов состояла из 419 членов (239 в Москве и 180 в Ленинграде). По данным Е. С. Власовой, в начале 1932 года во Всероскомдраме насчитывалось шесть композиторских творческих объединений.

## Администрация
- Богданов-Березовский Валериан Михайлович — председатель секции композиторов Ленинградского отделения общества (1929—1932)
- Ашкенази Абрам Абрамович — ответственный секретарь объединенной секции композиторов общества (1929—1932)
- Атовмян Левон Тадевосович — ответственный секретарь секции композиторов и член президиума общества (1929—1933)
- Зощенко, Михаил Михайлович — руководитель секции малых форм[12].
- Мандельштам, Евгений Эмильевич (младший брат поэта Осипа Мандельштама) — сотрудник[13].
- Журавлёв, Константин Константинович — общественная работа[14].